# Quinta Zona Naval
La Quinta Zona Naval es un comando regional de la Armada de Chile con sede en Puerto Montt y dependiente de la Comandancia en Jefe de la Armada.

## Antecedentes
El 6 de agosto de 1981 la Armada de Chile creó el Distrito Naval Chiloé, dependiente de la Segunda Zona Naval. Su área de jurisdicción comenzó paulatinamente a intensificar las actividades marítimas incrementando la cantidad de personas trabajando y con ello el número de accidentes.
El 64 % de las concesiones marítimas de todo Chile se encontraban en Chiloé. Además, estas licencias aumentaron un 180 % en la década de 2000. A esto había que sumar los 21 lagos de la Gobernación Marítima Valdivia, que suman un total de 1400 km² de superficie y casi 1000 km de costas. En estas zonas vivían un número de 126 181 habitantes, que en verano se cuadruplicaba.
Para la Armada, el Comando del Distrito Naval en Puerto Montt se encontraba a 640 km de distancia de la Comandancia en Jefe de la Segunda Zona Naval. Esta situación dificultaba los requerimientos de Chiloé y el ejercicio del comando de la Segunda Zona.

## Historia
La Quinta Zona Naval se creó el 7 de diciembre de 2009 en Puerto Montt. Su jurisdicción geográfica comprende el litoral desde el límite norte de Los Lagos —paralelo 40°14′00″ S— hasta el límite sur de Aysén —paralelo 48°48′00″ S—, la que pertenecía al Distrito Naval Chiloé, dependiente de la Segunda Zona Naval. Solo el área de la Gobernación Marítima de Valdivia se mantuvo. La Armada de Chile creó esta nueva zona naval con el fin de afianzar el control del mar en la zona con una unidad de mayor entidad que el extinto distrito naval.